# Lasiopogon kjachtensis
Lasiopogon kjachtensis là một loài ruồi trong họ Asilidae. Lasiopogon kjachtensis được Lehr miêu tả năm 1984. Loài này phân bố ở vùng Cổ Bắc giới.